# Joop Admiraal
Joop Admiraal (Ophemert, Neerijnen, 26 de setembre 1937 — Amsterdam, 25 de març 2006) fou un actor de teatre i cinema neerlandès, conegut per a la seva col·laboració amb el Werkteater i el Toneelgroep Amsterdam.
Admiraal va debutar el 1959 amb el grup la Nederlandse Comedie, però va conèixer els seus èxits majors des del 1971 amb el Werkteater que presentava obres teatrals amb continguts socials contemporanis. Va obtenir el premi Louis d'Or per a la seva realització de l'obra «U bent mijn moeder» (trad.: Ets ma mare), al qual recitava ell sol els papers d'un fill i de sa mare afectat de demència. Més tard en van fer un film, tant com de l'obra Hersenschimmmen, que tractava també la temàtica de la demència. Des del 1987 va actuar amb el grup de teatre nou Toneelgroep Amsterdam, fins a la seva jubilació el 1999. Tot i tenir una salut fràgil, va continuar recitant després de la seva jubilació.
Va participar en altres films, dels quals els més importants són: Max Havelaar (1976), Kort Amerikaans (1979), Twee vrouwen (1979) i Eline Vere (1991).
Admiraal va tenir una relació amb Ramses Shaffy, amb qui va anar a Roma a l'inici dels anys seixanta en esperar realitzar-hi una carrera artística d'actors de film. Fins a la seva mort el 2006 durant 22 va viure amb Jaap Jansen, antic editor de l'editorial Van Gennep.
Va morir d'un infart a l'edat de 68 anys entre dues representacions de l'obra «Uit Liefde».

## Filmografia
- Big City Blues (1962)
- Spinoza (Film televisiu, 1965)
- Het museum (Film televisiu, 1966)
- Het gangstermeisje (1966) - Wessel Franken (només la veu)
- Colombe (Film televisiu, 1967)
- To Grab the Ring (1968)
- Lucelle (Televisiefilm, 1968) - Ascagnes
- Toestanden (1976)
- Max Havelaar of de koffieveilingen der Nederlandsche handelsmaatschappij (1976) - Sloteling
- Prettig weekend, meneer Meijer (Film televisiu, 1978)
- Camping (1978) - Henk
- Opname (1979) - De Bruin
- Kort Amerikaans (1979) - De Spin
- De verwording van Herman Dürer (1979) – Funcionari de justícia
- Twee vrouwen (1979) - Ensenyant
- The Lucky Star (1980) - Thomas
- Het teken van het beest (1980) - Dominee
- Achter glas (1981)
- Een zwoele zomeravond (1982) - Patrick/Cor van Kalkhoven
- De smaak van water (1982) - Schram
- U bent mijn moeder (1984)
- Hersenschimmen (1988) - Maarten Klein
- Eline Vere (1991) Senyor Hovel
- Rooksporen (1992)
- Wie aus weiter Ferne (Film televisiu, 1994)
- Oude tongen (1994) – El burgmestre Joop Sake
- Oog in oog sèrie televisiva – Senyor gran (1994)
- Duinzicht boven (1999)
- Ober (2006) – Senyor prim
- Olivier, etc. (2006)